# Phil Babb
Philip Andrew Babb, detto Phil (Lambeth, 30 novembre 1970), è un ex calciatore irlandese, di ruolo difensore.

## Caratteristiche tecniche
Phil Babb era essenzialmente un difensore centrale, ma all'occorrenza fungeva anche da terzino di fascia sinistra. Iniziò la carriera nel ruolo di centrocampista, e siglò anche svariate reti. La sua caratteristica principale era la velocità, ma si distingueva anche nella marcatura a uomo e nell'abilità nel tackle.

## Carriera
Babb iniziò la carriera professionistica nel Millwall; sostenne un periodo di prova ma fallì l'ingresso in prima squadra. Si trasferì al Bradford City nell'estate del 1990, subito dopo la retrocessione del club in Third Division. Esordì l'8 settembre contro il Reading, e bagnò il debutto con un gol che valse ai suoi la vittoria per 2 a 1. In questa stagione giocò nel ruolo di centrocampista e siglò 10 reti in 34 presenze, risultando uno dei calciatori più prolifici della sua squadra. Il suo stato di forma si protrasse anche alla stagione successiva, nella quale cambiò ruolo diventando un difensore; collezionò 46 presenze e 4 reti. Il Bradford fallì però la promozione, pertanto Babb accettò l'offerta del Coventry City che versò 500.000 sterline per il suo cartellino. Firmò con gli Sky Blues il 21 luglio 1992. Babb approdò ad Highfield Road guadagnandosi subito un posto da titolare. Il Coventry fu uno dei membri fondatori della FA Premier League, tuttavia dovette lottare per evitare la retrocessione. Nonostante il quindicesimo posto, la squadra di Babb si fece notare per alcuni risultati degni di nota come il 5-1 inflitto al Liverpool. Gli Sky Blues si insediarono nelle zone alte della classifica per molto tempo e Babb collezionò 34 presenze senza segnare reti. La stagione successiva il Coventry terminò all'undicesimo posto e Babb collezionò 40 presenze (3 reti). A giugno prese parte alla spedizione irlandese al campionato del mondo 1994, e le sue prestazioni attirarono l'interesse del Liverpool. Nella stagione 1994-1995 giocò tre partite nel Coventry, prima di trasferirsi ai Reds in data 1º settembre 1994. Il Liverpool sborsò per lui la cifra di 3,6 milioni di sterline, all'epoca la più alta mai sborsata per un difensore nel calcio inglese. Debuttò in campionato con la nuova maglia il 17 settembre, subentrando dalla panchina in una partita persa 2-0 contro il Manchester United. Babb faticò ad adattarsi alla tattica del manager Roy Evans, tuttavia giocò sempre con regolarità. La situazione cambiò con l'arrivo di Gérard Houllier alla guida del Liverpool all'inizio della stagione 1998-1999. Con lui Babb venne schierato meno regolarmente e nel gennaio 2000 venne trasferito in prestito al Tranmere Rovers. In cinque stagioni e mezzo con la maglia dei Reds totalizzò 170 presenze, con la media di 30 presenze stagionali. Nella sua militanza a Liverpool marcò una sola rete, curiosamente contro il Coventry City - sua ex squadra - nel settembre 1996. Nell'estate del 2000 il suo contratto con il Liverpool era in scadenza, e Babb si avvalse della Sentenza Bosman, accasandosi allo Sporting Lisbona. Nella sua seconda stagione nelle file della squadra portoghese venne votato miglior difensore stagionale; inoltre vinse campionato e coppa nazionale. Nel 2002 venne ingaggiato dal Sunderland a parametro zero. Debuttò il 17 agosto nel pareggio a reti bianche con il Blackburn Rovers. In due stagioni totalizzò 48 presenze, ma la sua esperienza qui non fu molto fortunata: nella stagione 2002-2003 il Sunderland venne retrocesso in seconda divisione; nella stagione 2003-2004 venne eliminato nella semifinale di FA Cup dal Millwall. Babb si ritirò dal calcio giocato nel 2004, all'età di 33 anni. Nel 2000, prima di una partita di qualificazione al campionato del mondo 2002 con l'Paesi Bassi, Babb venne arrestato assieme al compagno Mark Kennedy per comportamenti abusivi in stato di ubriachezza, e venne rispedito a casa. In ambito internazionale, Babb collezionò 35 presenze con la casacca irlandese; partecipò anche al campionato del mondo 1994, competizione in cui disputò tutte e quattro le partite dei suoi. Non disputò invece il campionato del mondo 2002. La sua ultima partita internazionale giocata risale al settembre 2002, contro la Russia, valida per la qualificazione al campionato d'Europa 2004. In questa partita - giocata a Mosca - Babb subentrò all'85' ed al primo tocco di palla causò un'autorete. L'Irlanda perse 4-2. Nel dicembre 2006 Babb intervenne per salvare la pubblicazione del magazine Golf Punk, acquisendone il controllo tramite la società JF Media. Lui - assieme a Thomas Sørensen, Michael Gray, Jason McAteer e Stephen Wright - era stato anche in passato un investitore della rivista.

## Statistiche

### Cronologia presenze e reti in nazionale
| Cronologia completa delle presenze e delle reti in nazionale ― Irlanda | Cronologia completa delle presenze e delle reti in nazionale ― Irlanda | Cronologia completa delle presenze e delle reti in nazionale ― Irlanda | Cronologia completa delle presenze e delle reti in nazionale ― Irlanda | Cronologia completa delle presenze e delle reti in nazionale ― Irlanda | Cronologia completa delle presenze e delle reti in nazionale ― Irlanda | Cronologia completa delle presenze e delle reti in nazionale ― Irlanda | Cronologia completa delle presenze e delle reti in nazionale ― Irlanda |
| Data                                                                   | Città                                                                  | In casa                                                                | Risultato                                                              | Ospiti                                                                 | Competizione                                                           | Reti                                                                   | Note                                                                   |
| ---------------------------------------------------------------------- | ---------------------------------------------------------------------- | ---------------------------------------------------------------------- | ---------------------------------------------------------------------- | ---------------------------------------------------------------------- | ---------------------------------------------------------------------- | ---------------------------------------------------------------------- | ---------------------------------------------------------------------- |
| 29-5-1993                                                              | Dublino                                                                | Irlanda                                                                | 2 – 4                                                                  | Ungheria                                                               | Amichevole                                                             | -                                                                      | 33’                                                                    |
| 23-3-1994                                                              | Dublino                                                                | Irlanda                                                                | 0 – 0                                                                  | Russia                                                                 | Amichevole                                                             | -                                                                      |                                                                        |
| 20-4-1994                                                              | Tilburg                                                                | Paesi Bassi                                                            | 0 – 1                                                                  | Irlanda                                                                | Amichevole                                                             | -                                                                      |                                                                        |
| 24-5-1994                                                              | Dublino                                                                | Irlanda                                                                | 1 – 0                                                                  | Bolivia                                                                | Amichevole                                                             | -                                                                      |                                                                        |
| 29-5-1994                                                              | Hannover                                                               | Germania                                                               | 0 – 2                                                                  | Irlanda                                                                | Amichevole                                                             | -                                                                      |                                                                        |
| 5-6-1994                                                               | Dublino                                                                | Irlanda                                                                | 1 – 3                                                                  | Rep. Ceca                                                              | Amichevole                                                             | -                                                                      | 77’                                                                    |
| 18-6-1994                                                              | East Rutherford                                                        | Italia                                                                 | 0 – 1                                                                  | Irlanda                                                                | Mondiali 1994 - 1º turno                                               | -                                                                      |                                                                        |
| 24-6-1994                                                              | Orlando                                                                | Messico                                                                | 2 – 1                                                                  | Irlanda                                                                | Mondiali 1994 - 1º turno                                               | -                                                                      |                                                                        |
| 28-6-1994                                                              | East Rutherford                                                        | Norvegia                                                               | 0 – 0                                                                  | Irlanda                                                                | Mondiali 1994 - 1º turno                                               | -                                                                      |                                                                        |
| 4-7-1994                                                               | Orlando                                                                | Paesi Bassi                                                            | 2 – 0                                                                  | Irlanda                                                                | Mondiali 1994 - Ottavi di finale                                       | -                                                                      |                                                                        |
| 7-9-1994                                                               | Riga                                                                   | Lettonia                                                               | 0 – 3                                                                  | Irlanda                                                                | Qual. Euro 1996                                                        | -                                                                      |                                                                        |
| 12-10-1994                                                             | Dublino                                                                | Irlanda                                                                | 4 – 0                                                                  | Liechtenstein                                                          | Qual. Euro 1996                                                        | -                                                                      |                                                                        |
| 16-11-1994                                                             | Belfast                                                                | Irlanda del Nord                                                       | 0 – 4                                                                  | Irlanda                                                                | Qual. Euro 1996                                                        | -                                                                      |                                                                        |
| 29-3-1995                                                              | Dublino                                                                | Irlanda                                                                | 1 – 1                                                                  | Irlanda del Nord                                                       | Qual. Euro 1996                                                        | -                                                                      |                                                                        |
| 26-4-1995                                                              | Dublino                                                                | Irlanda                                                                | 1 – 0                                                                  | Portogallo                                                             | Qual. Euro 1996                                                        | -                                                                      |                                                                        |
| 3-6-1995                                                               | Eschen                                                                 | Liechtenstein                                                          | 0 – 0                                                                  | Irlanda                                                                | Qual. Euro 1996                                                        | -                                                                      |                                                                        |
| 11-6-1995                                                              | Dublino                                                                | Irlanda                                                                | 1 – 3                                                                  | Austria                                                                | Qual. Euro 1996                                                        | -                                                                      |                                                                        |
| 11-10-1995                                                             | Dublino                                                                | Irlanda                                                                | 2 – 1                                                                  | Lettonia                                                               | Qual. Euro 1996                                                        | -                                                                      | 78’                                                                    |
| 15-11-1995                                                             | Lisbona                                                                | Portogallo                                                             | 3 – 0                                                                  | Irlanda                                                                | Qual. Euro 1996                                                        | -                                                                      | 34’                                                                    |
| 13-12-1995                                                             | Liverpool                                                              | Irlanda                                                                | 0 – 2                                                                  | Paesi Bassi                                                            | Qual. Euro 1996                                                        | -                                                                      |                                                                        |
| 24-4-1996                                                              | Praga                                                                  | Rep. Ceca                                                              | 2 – 0                                                                  | Irlanda                                                                | Amichevole                                                             | -                                                                      | 66’                                                                    |
| 10-11-1996                                                             | Dublino                                                                | Irlanda                                                                | 0 – 0                                                                  | Islanda                                                                | Qual. Mondiali 1998                                                    | -                                                                      |                                                                        |
| 10-9-1997                                                              | Vilnius                                                                | Lituania                                                               | 1 – 2                                                                  | Irlanda                                                                | Qual. Mondiali 1998                                                    | -                                                                      | 63’                                                                    |
| 11-10-1997                                                             | Dublino                                                                | Irlanda                                                                | 1 – 1                                                                  | Romania                                                                | Qual. Mondiali 1998                                                    | -                                                                      |                                                                        |
| 22-4-1998                                                              | Dublino                                                                | Irlanda                                                                | 0 – 2                                                                  | Argentina                                                              | Amichevole                                                             | -                                                                      | 46’                                                                    |
| 23-5-1998                                                              | Dublino                                                                | Irlanda                                                                | 0 – 0                                                                  | Messico                                                                | Amichevole                                                             | -                                                                      |                                                                        |
| 5-9-1998                                                               | Dublino                                                                | Irlanda                                                                | 2 – 0                                                                  | Croazia                                                                | Qual. Euro 2000                                                        | -                                                                      |                                                                        |
| 10-2-1999                                                              | Dublino                                                                | Irlanda                                                                | 2 – 0                                                                  | Paraguay                                                               | Amichevole                                                             | -                                                                      | 71’                                                                    |
| 28-4-1999                                                              | Dublino                                                                | Irlanda                                                                | 2 – 0                                                                  | Svezia                                                                 | Amichevole                                                             | -                                                                      | 46’                                                                    |
| 29-5-1999                                                              | Dublino                                                                | Irlanda                                                                | 0 – 1                                                                  | Irlanda del Nord                                                       | Amichevole                                                             | -                                                                      | 82’                                                                    |
| 23-2-2000                                                              | Dublino                                                                | Irlanda                                                                | 3 – 2                                                                  | Rep. Ceca                                                              | Amichevole                                                             | -                                                                      | 46’                                                                    |
| 30-5-2000                                                              | Dublino                                                                | Irlanda                                                                | 1 – 2                                                                  | Scozia                                                                 | Amichevole                                                             | -                                                                      |                                                                        |
| 4-6-2000                                                               | Chicago                                                                | Messico                                                                | 2 – 2                                                                  | Irlanda                                                                | USA Cup 2000                                                           | -                                                                      | 82’                                                                    |
| 6-6-2000                                                               | Foxborough                                                             | Stati Uniti                                                            | 1 – 1                                                                  | Irlanda                                                                | USA Cup 2000                                                           | -                                                                      |                                                                        |
| 11-6-2000                                                              | East Rutherford                                                        | Sudafrica                                                              | 1 – 2                                                                  | Irlanda                                                                | USA Cup 2000                                                           | -                                                                      |                                                                        |
| 7-9-2002                                                               | Mosca                                                                  | Russia                                                                 | 4 – 2                                                                  | Irlanda                                                                | Qual. Euro 2004                                                        | -                                                                      | 85’                                                                    |
| Totale                                                                 |                                                                        | Presenze                                                               | 36                                                                     |                                                                        | Reti                                                                   | 0                                                                      |                                                                        |

## Palmarès
- Coppa di Lega inglese: 1

Liverpool: 1994-1995
- Campionato portoghese: 1

Sporting Lisbona: 2001-2002
- Coppa del Portogallo: 1

Sporting Lisbona: 2001-2002